# Lignières-sur-Aire
Lignières-sur-Aire ist eine französische Gemeinde mit 52 Einwohnern (Stand 1. Januar 2022) im Département Meuse in der Region Grand Est (vor 2016 Lothringen). Sie gehört zum Arrondissement Commercy und zum Kanton Dieue-sur-Meuse.

## Geografie
Die Gemeinde liegt etwa 17 Kilometer ostnordöstlich von Bar-le-Duc im Zentrum des Départements Meuse. Die Gemeinde besteht aus dem Ort Lignières-sur-Aire nahe der Aire. Weite Teile im Osten der Gemeinde sind bewaldet (Bois de Lignières und Bois de Haut Lieu). Nachbargemeinden sind Levoncourt im Nordwesten und Norden, Baudrémont im Norden, Courcelles-en-Barrois im Nordosten und Osten, Ménil-aux-Bois im Osten und Südosten, Dagonville im Süden sowie Lavallée im Westen. 

## Geschichte
Der Name der heutigen Gemeinde wurde 1106 als Liners erstmals in einer Bulle von Papst Paschalis II. erwähnt. Im Mittelalter gehörte die Gemeinde zum Gebiet des Herzogtums Bar und danach zum Herzogtum Lothringen, genauer zur Bailliage Bar. Mit dieser Herrschaft fiel Lignières-sur-Aire 1766 an Frankreich. Bis zur Französischen Revolution lag die Gemeinde im Grand-gouvernement de Lorraine-et-Barrois. Von 1793 bis 1801 war die Gemeinde dem Distrikt Commercy zugeteilt und Teil des Kantons Dagonville, danach von 1801 bis 2015 Teil des Kantons Pierrefitte-sur-Aire. Seit 1801 ist Lignières-sur-Aire dem Arrondissement Commercy zugeordnet. Bis 1919 trug die Gemeinde den Namen Lignières.

### Bevölkerungsentwicklung
| Jahr      | 1962 | 1968 | 1975 | 1982 | 1990 | 1999 | 2006 | 2011 | 2019 |
| Einwohner | 67   | 66   | 57   | 55   | 69   | 60   | 51   | 49   | 54   |

Quellen: Cassini (Volkszählungen bis 1999) und INSEE (offizielle Schätzungen per 1. Januar ab 2006)

## Sehenswürdigkeiten
- Kirche Mariä Himmelfahrt (Église de l’Assomption); erbaut 1865
- Drei Wegkreuze an der D11 westlich und östlich des Dorfs und an der D139 südöstlich des Dorfs
- Gedenktafel für die Gefallenen in der Kirche[4]

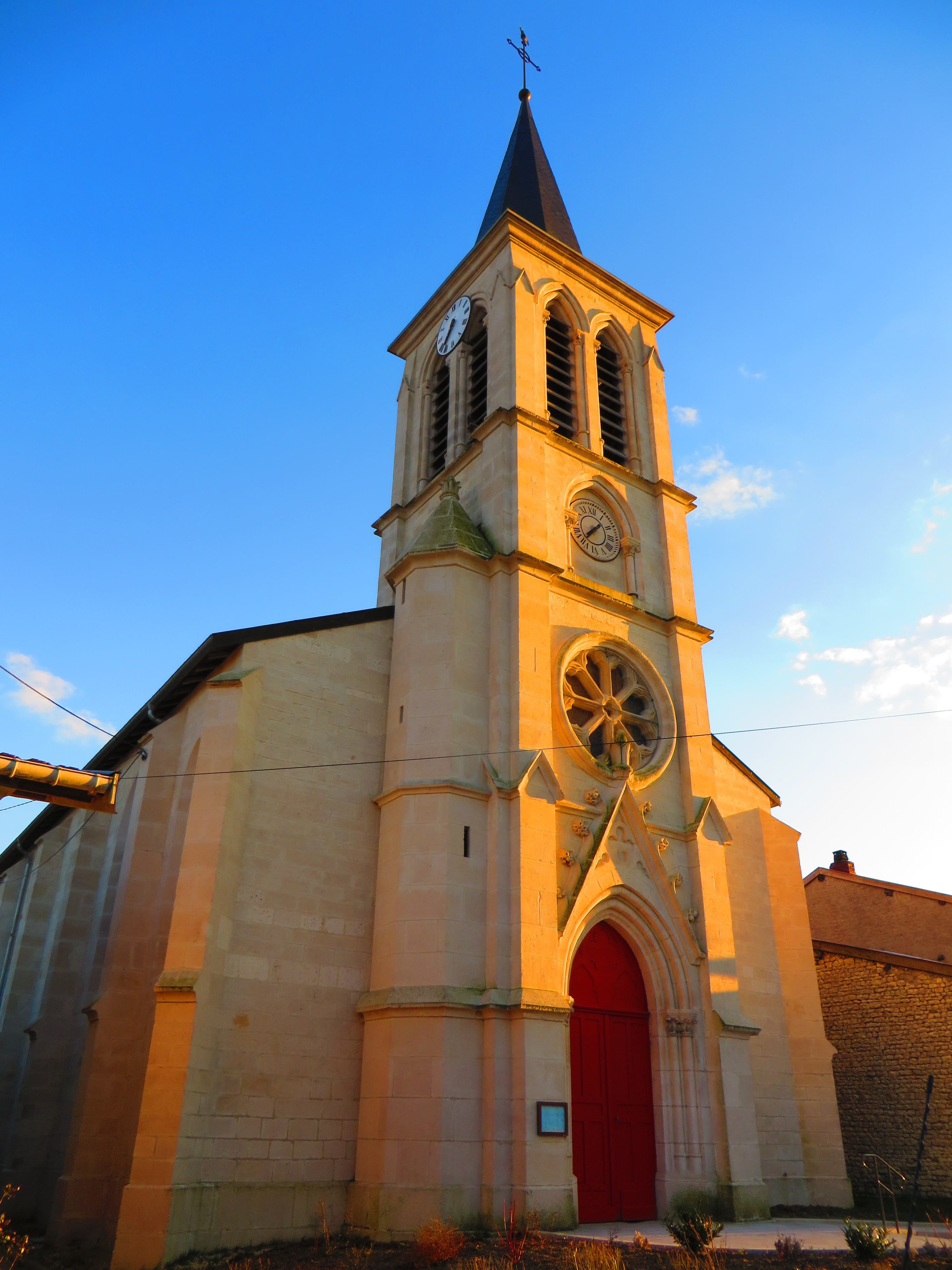
Kirche Mariä Himmelfahrt